# Kraftwerk Mundra
Das Kraftwerk Adani Mundra ist ein Kohlekraftwerk in Indien, das am Arabischen Meer nahe der Stadt Mundra im Bundesstaat Gujarat gelegen ist.
Mit einer installierten Leistung von 4.620 MW ist es das leistungsstärkste thermische Kraftwerk in Indien. Es dient zur Abdeckung der Grundlast. Das Kraftwerk ist im Besitz von Adani Power und wird auch von Adani Power betrieben.

## Kraftwerksblöcke
Das Kraftwerk besteht aus insgesamt neun Blöcken unterschiedlicher Leistung, die von 2009 bis 2012 in Betrieb gingen. Die Kessel der Blöcke 1 bis 4 wurden von Babcock & Wilcox (B&W) geliefert, die Turbinen und Generatoren dafür stammen von Beijing Beizhong (BB). Die Kessel der Blöcke 5 bis 9 wurden von Harbin Boiler (HB) geliefert, die Turbinen und Generatoren dafür stammen von Dongfang (DF). Die folgende Tabelle gibt einen Überblick:
| Block | Max. Leistung (MW) | Betriebsbeginn | Turbine | Generator | Dampfkessel |
| ----- | ------------------ | -------------- | ------- | --------- | ----------- |
| 1     | 330                | 04.08.2009     | BB      | BB        | B&W         |
| 2     | 330                | 17.03.2010     | BB      | BB        | B&W         |
| 3     | 330                | 02.08.2010     | BB      | BB        | B&W         |
| 4     | 330                | 20.12.2010     | BB      | BB        | B&W         |
| 5     | 660                | 26.12.2010     | DF      | DF        | HB          |
| 6     | 660                | 20.07.2011     | DF      | DF        | HB          |
| 7     | 660                | 12.00.2012     | DF      | DF        | HB          |
| 8     | 660                | 12.00.2012     | DF      | DF        | HB          |
| 9     | 660                | 12.03.2012     | DF      | DF        | HB          |

Für den Betrieb der vier 330-MW-Blöcke müssen 4,8 Mio. t Kohle pro Jahr importiert werden, für die ersten beiden 660-MW-Blöcke 4,2 Mio. t und für die restlichen drei 660-MW-Blöcke werden 6,4 Mio. t Kohle pro Jahr aus dem Bundesstaat Odisha bezogen.
Alle 660-MW-Blöcke verwenden superkritische Dampferzeuger (englisch supercritical: siehe Überkritisches Wasser), um den Wirkungsgrad zu erhöhen. Das Kraftwerk wurde dafür als erstes weltweit von der UNFCCC zertifiziert.

## Sonstiges
Die importierte Steinkohle wird per Schiff aus Bunyu, Indonesien angeliefert.  Das Kraftwerk verfügt deshalb über einen eigenen Pier, der etwa 5 km vom Kraftwerk entfernt ist. Der von der Firma Adani betriebene Kohlehafen in Mundra ist der größte in Asien.
Eine bipolare HGÜ-Leitung mit einer Betriebsspannung von 500 kV und mit einer Länge von ca. 1000 km verbindet das Kraftwerk Adani Mundra mit Mahendragarh im Bundesstaat Haryana. Die Leitung kann maximal 2,5 GW übertragen und wurde von Siemens errichtet.
Im Dezember 2013 übertraf das Kraftwerk erstmals seine konzipierte Höchstleistung und stellte mit 4,644 GW einen neuen Rekord auf.
In unmittelbarer Nähe befindet sich das Kraftwerk Tata Mundra.